# David Nalbandian
David Nalbandian (Córdoba, 1º gennaio 1982) è un allenatore di tennis, pilota di rally ed ex tennista argentino.
In carriera ha raggiunto la semifinale in tutti e quattro i tornei del Grande Slam ed ha disputato l’ultimo atto a Wimbledon nel 2002, oltre ad essersi aggiudicato l'edizione delle ATP Finals del 2005. In totale ha disputato 24 finali a livello ATP, con 11 vittorie.
Nel 2007 vincendo il Masters 1000 di Madrid è diventato l’unico giocatore a sconfiggere tutti i Big Three durante lo stesso torneo.
Dopo aver abbandonato il tennis professionistico, si è dedicato alle corse di rally.
Dal febbraio del 2021 è l'allenatore di Miomir Kecmanović.

## Carriera

### Juniores
Debutta nel circuito juniores nel settembre 1997 a 15 anni. Nel febbraio 1998, al terzo tentativo, conquista il primo torneo in un G2 cileno, due settimane dopo vince anche il suo primo torneo di doppio. In marzo raggiunge la finale dell'Asuncion Bowl, torneo di categoria G1, e soprattutto nel GA Banana Bowl. Tra agosto e settembre si aggiudica il G1 di Quebec e successivamente l'US Open di categoria sconfiggendo in finale Roger Federer. In ottobre vince il primo torneo di categoria GA in doppio in Giappone ai World Super Junior Championships. Chiude il suo primo e fondamentalmente unico anno da juniores al terzo posto della classifica mondiale in singolare e raggiunge il 6º posto in quella di doppio. Nel 1999 partecipa solamente a cinque tornei del circuito, tra cui quello del Roland Garros in cui viene sconfitto in finale da Guillermo Coria. Quello stesso anno, in coppia con lo stesso Coria, vince i tornei GA di doppio al Trofeo Bonfiglio e a Wimbledon, dove raggiunge la semifinale in singolare.

### 1998-2000: esordi tra i professionisti, primi titoli ITF
Dopo le sconfitte al primo turno subite nei primi due tornei da professionista giocati nel 1998, comincia a frequentare con stabilità il circuito dei Futures a partire dall'aprile 1999. Vince il suo primo torneo da professionista nel giugno successivo all'Italy F12 di Torino, due mesi dopo viene sconfitto in finale all'USA F14 di Kansas City e chiude la stagione alla 532ª posizione del ranking.
Nel marzo 2000 sconfigge Ján Krošlák e Antony Dupuis qualificandosi per il tabellone principale del Miami Masters, dove riesce a strappare un set a Jim Courier. In luglio raggiunge la prima semifinale Challenger a Belo Horizonte e bissa il risultato a novembre nel torneo di Buenos Aires, dove al primo turno sconfigge il nº 71 del ranking mondiale Joan Balcells, nella sua prima vittoria contro un top 100.

### 2001: primi titoli Challenger, prima finale ATP e top 50
Apre il 2001 superando le qualificazioni e raggiungendo i quarti del Colombia Open di Bogotà, concedendo solo due game all'ottava testa di serie Fernando Meligeni nel suo primo incontro vittorioso in un torneo dell'ATP Tour. Raggiunge i quarti di finale pochi giorni dopo anche a Viña del Mar. A marzo vince il Challenger di Salinas battendo in finale lo statunitense Ronald Agénor, tra maggio e luglio colleziona sette semifinali di cui cinque in tornei Challenger e due nei tornei del circuito maggiore di Umago e Sopot riuscendo ad entrare per la prima volta nelle prime cento posizioni del ranking. Ad agosto partecipa agli US Open, il suo primo torneo del Grande Slam, uscendo al terzo turno per mano del russo numero sette del mondo Evgenij Kafel'nikov, al quale riesce a strappare il primo set. Un mese dopo raggiunge la prima finale ATP a Palermo, elimina tra gli altri il nº 19 del mondo Carlos Moyá e viene sconfitto da Félix Mantilla in due set. Con la vittoria di inizio novembre nella finale del Challenger di Montevideo entra nelle prime cinquanta posizioni del ranking, chiude la stagione la settimana successiva con la sconfitta in finale al Challenger di Buenos Aires contro Agustín Calleri.

### 2002: finale a Wimbledon, primi due titoli ATP e 12º nel ranking
A inizio stagione raggiunge i quarti di finale in due tornei ATP e il secondo turno agli Australian Open, si mette in luce anche in doppio arrivando in semifinale a Buenos Aires. In aprile vince all'Estoril il primo titolo ATP battendo in finale Jarkko Nieminen per 6-4, 7-6; nell'arco del torneo supera per la prima volta un top 10 del ranking, il nº 3 Juan Carlos Ferrero. A Monte Carlo raggiunge per la prima volta il terzo turno in un Masters Series con la vittoria per 6-2, 6-1 sul nº 11 del mondo Roger Federer e perde in tre set contro Marat Safin, che lo elimina al terzo turno anche al Roland Garros. Desta sensazione raggiungendo la finale a Wimbledon e raccoglie solo 6 giochi contro il nº 1 del mondo Lleyton Hewitt, a fine torneo sale alla 15ª posizione del ranking. Al Masters di Toronto elimina il nº 4 ATP Tim Henman e perde nei quarti contro Andy Roddick. Sconfitto al primo turno agli US Open, in settembre debutta nella squadra argentina di Coppa Davis nella semifinale contro la Russia, vince l'incontro di doppio e la successiva sconfitta subita contro Safin regala il punto del 3-1 ai russi. Il mese successivo conquista a Basilea il suo secondo titolo ATP, sconfigge nuovamente Henman e Federer e nella finale ha la meglio su Fernando González con il punteggio di 6-4, 6-3, 6-2. Chiude la stagione con il nuovo best ranking alla 12ª posizione mondiale, primo tra i giocatori sudamericani.

### 2003: top 10, semifinale agli US Open, esordio alla Tennis Masters Cup e una finale ATP in doppio
Sconfigge nuovamente Roger Federer al quarto turno degli Australian Open 2003, viene eliminato nei quarti di finale da Rainer Schüttler e a fine torneo entra per la prima volta nella top 10, al 9º posto. In febbraio gioca a Buenos Aires l'unica finale in carriera in doppio nel circuito maggiore, e in coppia con Lucas Arnold Ker viene sconfitto da Mariano Hood / Sebastián Prieto. A maggio disputa la sua prima semifinale in un Masters ad Amburgo, dove al terzo turno si prende la rivincita su Schüttler e cede al terzo set contro Agustín Calleri. Al suo esordio nella World Team Cup vince i primi quattro incontri disputati in singolare e in doppio e perde entrambi quelli nella sfida contro il Cile, che elimina l'Argentina e vincerà il titolo. L'eliminazione al quarto turno a Wimbledon, dove era vice campione uscente, gli fa perdere 10 posizioni nel ranking. Recupera diverse posizioni raggiungendo la sua prima finale in un Masters a Montreal, dove batte di nuovo Schüttler e viene sconfitto da Andy Roddick. Al Masters di Cincinnati batte il nº 2 del mondo Federer ed esce di scena nei quarti per mano di Mardy Fish. Rientra nella top 10 grazie alla semifinale raggiunta agli US Open, al quarto turno ha di nuovo la meglio su Federer e viene sconfitto da Roddick dopo aver vinto i primi due set e aver sprecato un match-ball nel terzo.
Nel corso della stagione aveva vinto tutti gli incontri disputati in Coppa Davis, contribuendo a portare in semifinale l'Argentina, problemi fisici lo costringono però in settembre a rinunciare alla sfida contro la Spagna, che sconfigge gli argentini e accede alla finale. Dopo tre sconfitte nei primi incontri giocati con Roddick, lo batte per la prima volta in semifinale a Basilea ma deve dare forfait prima dell'incontro con Guillermo Coria. Si porta così all'8ª posizione mondiale e si qualifica per la prima volta alla Tennis Masters Cup di fine anno a Houston. Inizia bene il round-robin con il successo su Juan Carlos Ferrero, perde il successivo confronto che lo vede opposto a Federer, contro il quale aveva vinto tutti e cinque gli incontri giocati in precedenza, e viene eliminato dopo la sconfitta subita contro Andre Agassi.

### 2004: semifinale al Roland Garros, tre finali ATP e 4º nel ranking
All'esordio stagionale torna a disputare i quarti di finale agli Australian Open e viene sconfitto da Federer. Infortunatosi a inizio febbraio durante la sfida di Davis contro il Marocco, disputa un solo incontro nelle successive 10 settimane. Rientra in aprile e viene sconfitto nei quarti a Monte Carlo da Coria. Esce nei quarti anche a Barcelona e arriva in finale agli Internazionali d'Italia, dove subisce una netta sconfitta contro Carlos Moya. Dopo le quattro sconfitte subite nei primi incontri giocati, batte per la prima volta Safin negli ottavi al Roland Garros e perde contro Gastón Gaudio l'unica semifinale disputata in carriera allo Slam parigino, che gli vale il 4º posto nel ranking. Un problema agli addominali lo tiene lontano dalle competizioni nei due mesi successivi e rientra a fine luglio a Toronto. Non consegue grandi risultati fino a ottobre, quando raggiunge la finale al Madrid Masters e subisce un'altra sconfitta contro Safin. Come l'anno precedente perde in finale anche a Basilea, superato al quinto set da Jiří Novák. Nonostante i vari infortuni che hanno condizionato la stagione, termina il 2004 al 9º posto mondiale e non si qualifica per la Masters Cup.

### 2005: trionfo alla Tennis Masters Cup e un altro titolo ATP

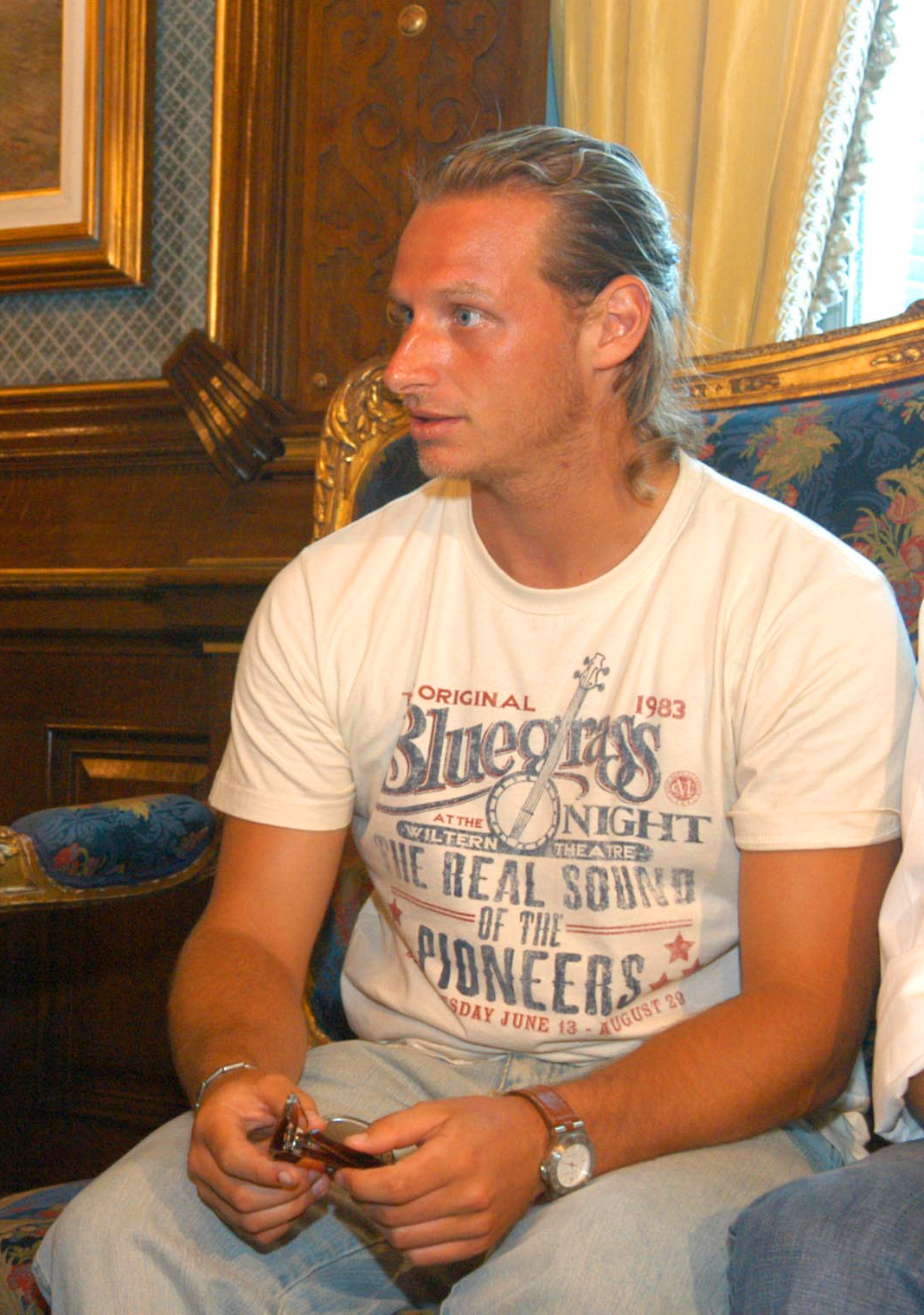
Nalbandian a fine dicembre 2005

Si ferma nuovamente ai quarti di finale agli Australian Open, dove supera il nº 6 del mondo Guillermo Coria e perde 10-8 al quinto set contro il nº 3 Lleyton Hewitt. Dopo i modesti risultati conseguiti nei primi due Masters 1000 della stagione, a inizio maggio si aggiudica il titolo a Monaco di Baviera battendo in finale Andrei Pavel. Esce al primo turno a Roma e ad Amburgo, e al Roland Garros viene eliminato negli ottavi di finale dal nº 90 del ranking Victor Hănescu. Sceso al 19º posto in classifica, al terzo turno di Wimbledon sconfigge al quinto set il diciottenne Andy Murray, supera quindi Richard Gasquet e viene eliminato nei quarti di finale da Thomas Johansson. È protagonista della vittoria nei quarti di finale di Coppa Davis a Sydney contro l'Australia imponendosi in tutti e tre i match disputati, l'ultimo dei quali lo vede battere in tre set il nº 2 del mondo Lleyton Hewitt e guadagnare il punto del 3-1.
Continua a deludere nei Masters 1000 anche in terra americana, mentre agli US Open si spinge fino ai quarti e raccoglie solo 7 giochi contro Federer. Conquista l'unico punto per l'Argentina nella semifinale di Davis persa 4-1 contro la Slovacchia. Risalito al 9º posto mondiale, non ripete i risultati dell'anno prima nei tornei di Madrid e a Basilea, nei quali viene eliminato in semifinale e scende al 12º posto. Partecipa comunque alla Tennis Masters Cup di Shanghai per gli infortuni di Andy Roddick, Marat Safin e Lleyton Hewitt, e conquista il trofeo più prestigioso della carriera; sconfitto in tre set nel primo match del round-robin da Federer, raggiunge la finale senza perdere alcun set contro Guillermo Coria, Ivan Ljubičić e in semifinale contro Nikolaj Davydenko. In finale ritrova il nº 1 del mondo Federer e dopo aver perso i due primi set si impone con il punteggio di 6-7, 6-7, 6-2, 6-1, 7-6. Diventa il secondo argentino a vincere il torneo dopo il trionfo di Guillermo Vilas a Melbourne nel 1974.

### 2006: due semifinali del Grande Slam, finale in Coppa Davis, un titolo ATP e 3º nel ranking
Dopo le eliminazioni nei quarti di finale nelle ultime tre edizioni, arriva per la prima volta in semifinale agli Australian Open e viene eliminato dal nº 54 del ranking Marcos Baghdatis dopo aver vinto i primi due set. Nel primo turno di Coppa Davis vinto 5-0 con la Svezia si impone nel primo singolare e in doppio. Con il quarto turno raggiunto a Indian Wells si porta al 3º posto della classifica mondiale, che rimarrà il suo best ranking in carriera. Disputa per la prima volta la semifinale al successivo Masters di Miami e viene eliminato da Ljubičić, che gli concede 3 soli giochi.  La settimana successiva batte Marin Čilić nel primo singolare dei quarti di finale di Davis a Zagabria, vince anche il doppio e perde quindi di nuovo contro Ljubičić, ma l'Argentina passa il turno con il successo di Juan Ignacio Chela nel match decisivo. A maggio vince il suo quinto titolo ATP in carriera all'Estoril, non perde alcun set in tutto il torneo e batte in finale Nikolaj Davydenko. Raggiunge la semifinale ai successivi Internazionali d'Italia 2006 e viene sconfitto da Federer al tie-break del terzo set. Nei quarti di finale al Roland Garros elimina in 4 set il nº 6 del mondo Davydenko ed è costretto al ritiro durante il match di semifinale con Federer per un problema muscolare.
Eliminato al terzo turno a Wimbledon, nei tre tornei che disputa nella trasferta americana vince solo un incontro a Cincinnati e uno agli US Open, dove viene eliminato al tie-break del quinto set da Safin. Nella semifinale di Davis a Buenos Aires vinta 5-0 contro l'Australia, batte Mark Philippoussis in singolare e si impone anche in doppio, contribuendo a riportare l'Argentina in finale dopo la prima persa nella Coppa Davis 1981. Battuto nei quarti a Vienna, subisce una netta sconfitta contro Federer in semifinale a Madrid. Come nº 7 del ranking prende di nuovo parte alla Tennis Masters Cup e nei primi due incontri del round-robin perde in tre set contro Federer e Ljubičić, la vittoria in due set contro Roddick gli garantisce l'accesso in semifinale come miglior secondo e viene seccamente sconfitto da James Blake. L'ultimo atteso impegno stagionale è la finale di Davis a Mosca contro la Russia, nella quale vince il primo singolare contro Safin, perde il doppio in coppia con Agustín Calleri e riporta le sorti del confronto in parità battendo Davydenko, il trofeo viene vinto dai russi con la sconfitta subita da José Acasuso nel match decisivo contro Safin.

### 2007: due titoli ATP Masters Series
Al quarto turno degli Australian Open viene eliminato da Tommy Haas, perde al quarto turno anche a Indian Wells per mano di Ljubičić ed esce dalla top 10. Nel quarto di finale di Coppa Davis contro la Svezia perde il primo singolare e in doppio, con il quale gli svedesi si portaano sul 3-0 ed eliminano gli argentini. Torna a giocare i quarti di finale a Barcelona e viene sconfitto da David Ferrer. Viene quindi eliminato al quarto turno al Roland Garros da Davydenko e al terzo turno a Wimbledon da Baghdatis. Al Masters di Montreal supera al secondo turno Ferrer e viene battuto subito dopo da Novak Đoković. Al terzo turno degli US Open Ferrer si prende la rivincita sconfiggendo l'argentino per 7-5 al quinto set. I deludenti risultati stagionali lo trascinano al 25º posto del ranking.
Si presenta al Masters di Madrid senza essere tra le teste di serie e vince i primi due incontri al terzo set contro Arnaud Clément e il nº 11 ATP Tomáš Berdych. Raggiunge la finale senza perdere nessun altro set ed elimina nell'ordine Juan Martín del Potro, il nº 2 del mondo Rafael Nadal con un secco 6-1, 6-2 e in semifinale il nº 3 Novak Đoković. In finale ha la meglio sul nº 1 Roger Federer con il punteggio di 1-6, 6-3, 6-3, conquistando il suo primo torneo Masters Series e diventando il terzo giocatore dal 1994 capace di sconfiggere nello stesso torneo i primi tre del ranking mondiale, impresa riuscita in precedenza a Boris Becker e a Djokovic. A Madrid ottiene anche uno dei suoi risultati più significativi come doppista, assieme a Guillermo Cañas arriva in semifinale e vengono battuti nel set decisivo dai fuoriclasse Bob e Mike Bryan. Si ripete clamorosamente nell'ultimo Masters stagionale a Parigi eliminando nell'ordine Almagro, Carlos Moyá, al terzo turno Federer – sconfitto 6-4, 7-6 – nei quarti di finale Ferrer e in semifinale Gasquet. In finale infligge un severo 6-4, 6-0 al nº 2 del mondo Rafael Nadal. Diventa così il primo giocatore a vincere due tornei nei quali ha battuto Federer e Nadal e il primo a sconfiggerli entrambi in una finale ATP. Grazie a queste imprese chiude la stagione in 9ª posizione, per il quinto anno di fila nella top 10 a fine anno.

### 2008: due titoli ATP e seconda finale di Coppa Davis

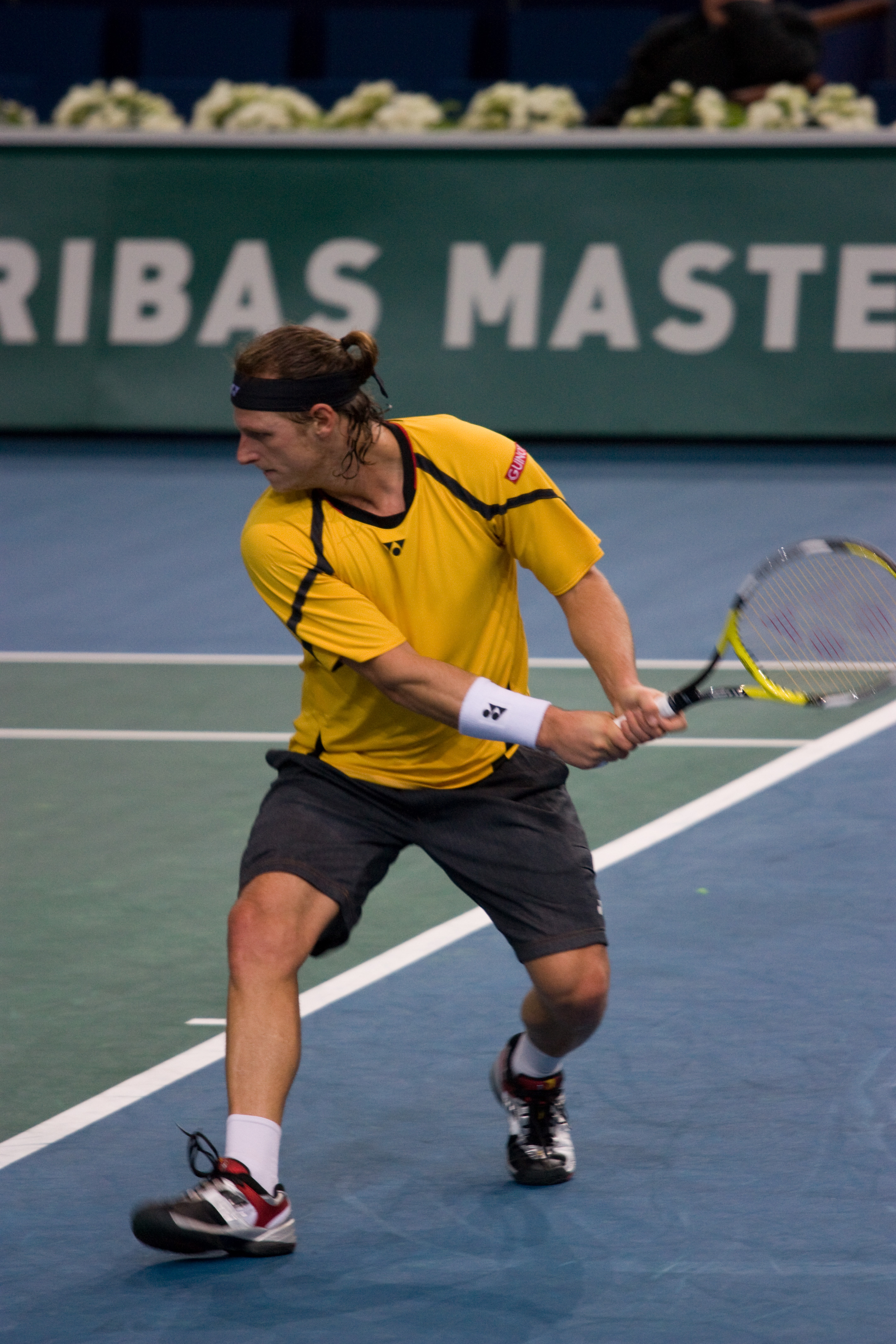
Al Masters di Parigi 2008

Sconfitto al terzo turno degli Australian Open da Ferrero, vince il primo singolare e in doppio nel primo turno di Coppa Davis nel quale l'Argentina supera per 4-1 la Gran Bretagna. Si aggiudica quindi il torneo di Buenos Aires battendo in finale José Acasuso al terzo set. Durante il match dei quarti, il suo avversario Potito Starace viene offeso da Diego Armando Maradona, grande amico di Nalbandian, e il giudice di sedia chiede più volte a Starace se dovesse far intervenire qualcuno per placare Maradona. Raggiunge la finale anche al successivo torneo di Acapulco e viene sconfitto da Almagro. Esce nei quarti di finale a Indian Wells per mano di Mardy Fish. Si impone in tutti e tre gli incontri disputati nei quarti di finale di Davis vinti 4-1 con la Svezia. Anche a Monte Carlo arriva nei quarti e viene battuto in rimonta da Roger Federer. Delude nei successivi tre tornei, in particolare al Roland Garros, dove viene eliminato al secondo turno dal nº 145 del ranking Jérémy Chardy, dopo essere stato avanti due set. Arriva in semifinale al prestigioso torneo del Queen's e perde contro Novak Đoković per 1-6 0-6. Al primo turno di Wimbledon subisce un'altra pesante sconfitta contro il numero 95 ATP Frank Dancevic, che vince in tre set complice la precaria condizione fisica di Nalbandian a causa di un infortunio.
Rientra dopo un mese e mezzo al torneo olimpico di Pechino e perde al terzo turno contro Gaël Monfils, che sempre al terzo turno lo elimina anche agli US Open. Nella semifinale di Davis contro la Russia vince il primo singolare e perde gli altri due incontri, ma l'Argentina accede alla finale grazie alle due vittorie di Del Potro. Come l'anno precedente torna in forma a fine stagione e a ottobre vince il torneo di Stoccolma, superando in finale in tre set Robin Söderling. Sconfitto da Del Potro al terzo turno a Madrid, raggiunge la finale anche a Basilea, persa contro il nº 1 del mondo Roger Federer, e al Master Series di Parigi, dove batte nell'ordine Kiefer e i top 10 Del Potro, Murray e Davydenko; in finale trova Tsonga, che lo supera dopo tre combattuti set. A fine torneo esce dalla top 10, e non vi sarebbe mai più rientrato. Chiude la stagione con la finale di Coppa Davis a Buenos Aires contro la Spagna; l'assenza di Nadal sembra essere un vantaggio ulteriore per i sudamericani, Nalbandian vince il primo incontro con Ferrer e perde in doppio; la sconfitta di Del Potro in non perfette condizioni fisiche e quella di José Acasuso contro Fernando Verdasco portano il trofeo in Europa. In seguito Nalbandian avrebbe criticato Juan Martín del Potro per il suo rendimento nella finale, accusandolo di aver dato priorità ad altri impegni.

### 2009: un titolo ATP, infortunio all'anca e lunga convalescenza
La stagione 2009 sembra poter essere quella del definitivo riscatto, sulla scia della buona chiusura del 2008; all'esordio stagionale vince il torneo di Sydney sconfiggendo in finale Nieminen. Dopo l'uscita al secondo turno degli Australian Open arriva in semifinale a Buenos Aires e viene sconfitto nel tie-break del terzo set da Juan Mónaco. Al quarto turno di Indian Wells spreca 5 match-ball nel secondo set contro il nº 1 del mondo Nadal, che si impone per 6-0 nel terzo parziale. Nel torneo di doppio del Masters californiano raggiunge i quarti in coppia con del Potro. Eliminato al turno di esordio a Miami da Viktor Troicki, viene sconfitto nel set decisivo da Davydenko al terzo turno di Monte Carlo. In aprile raggiunge i quarti di finale a Barcellona ed è costretto a dare forfait prima del match con Nadal per un infortunio all'anca sinistra. Dopo una settimana di riposo perde seccamente contro Paul Capdeville al primo turno all'Estoril e annuncia che si sottoporrà a un intervento chirurgico all'anca.

### 2010: un titolo ATP e risalita nel ranking

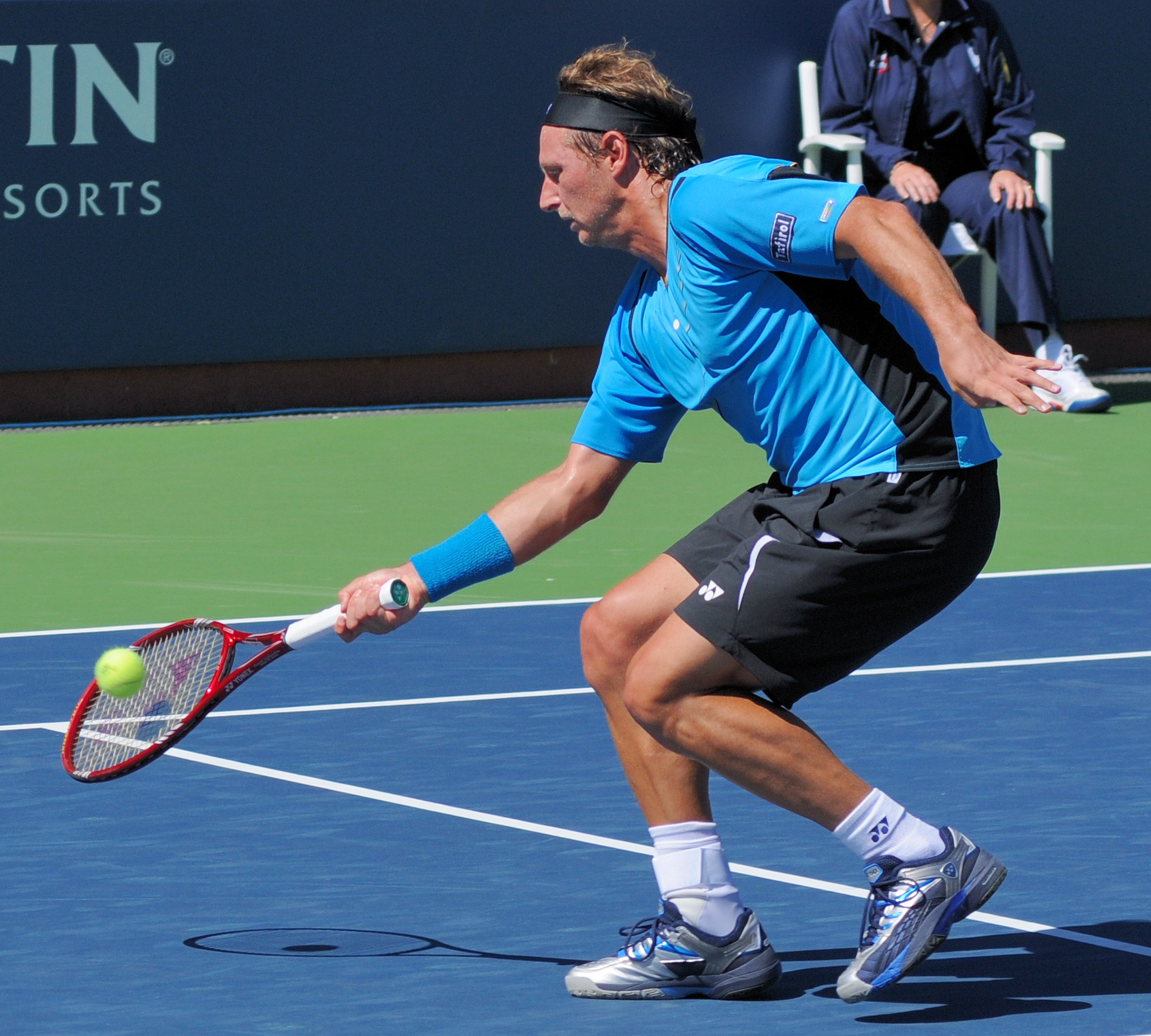
Agli US Open 2010

Dopo oltre nove mesi rientra a giocare nel circuito all'ATP 250 di Buenos Aires, riparte dalla 140ª posizione del ranking e raggiunge i quarti di finale, ma deve dare forfait per un infortunio all'adduttore destro. Dopo meno di tre settimane torna in campo per la sfida di Coppa Davis in Svezia, si impone in doppio in coppia con Horacio Zeballos e sul risultato di 2-2 vince il match decisivo contro Andreas Vinciguerra, regalando all'Argentina l'accesso ai quarti di finale. Eliminato al secondo turno a Indian Wells, scende alla 161ª posizione nel ranking. Entra con una wild card nel main draw del Master 1000 di Miami e supera nei primi due turni Kubot e Troicki, vince quindi il primo set contro Nadal che si impone in rimonta. A Monte Carlo sconfigge al primo turno Andreas Beck, al secondo ha la meglio sul nº 13 ATP Južnyj al tie-break del set decisivo dopo circa tre ore di gioco. Elimina quindi il nº 23 Tommy Robredo e viene sconfitto nei quarti da Novak Đoković. Un infortunio ai legamenti del ginocchio lo costringe a stare quasi tre mesi lontano dalle competizioni.
Torna a giocare in luglio in Coppa Davis nella sfida con la Russia e nel primo singolare sconfigge Nikolaj Davydenko, a sua volta al rientro da infortunio. Non viene impiegato in doppio e sul risultato di 2-2 ha la meglio su Južnyj, garantendo agli argentini l'accesso alla semifinale. Partecipa con una wild card al successivo ATP 500 di Washington ed elimina tra gli altri il nº 23 ATP Stan Wawrinka, Gilles Simon – contro il quale perde l'unico set di tutto il torneo – e in semifinale il nº 13 del mondo Marin Čilić. In finale supera per 6-2, 7-6 Marcos Baghdatis e vince per la prima volta un torneo negli Stati Uniti, che sarà anche il suo ultimo titolo in carriera. Il successo gli fa guadagnare 72 posizioni nel ranking e rientra nella top 100, al 45º posto. Al successivo Masters di Toronto supera nell'ordine il nº 12 del mondo David Ferrer, Tommy Robredo e il nº 5 Robin Söderling; nei quarti di finale Andy Murray gli concede solo 4 giochi, ponendo fine a una serie di 11 vittorie consecutive. Esce al terzo turno sia a Cincinnati che agli US Open, eliminato rispettivamente da Đoković e Fernando Verdasco. Prende parte alla semifinale di Coppa Davis di Lione persa 5-0 contro la Francia e perde in 4 set l'incontro con Monfils. Negli ultimi tornei stagionali supera il secondo turno solo all'ATP 500 di Basilea battendo Čilić e viene eliminato nei quarti da Andy Roddick. Chiude la stagione al 27º posto mondiale, dopo essere stato al 25º in novembre.

### 2011: una finale ATP e terza finale in Coppa Davis

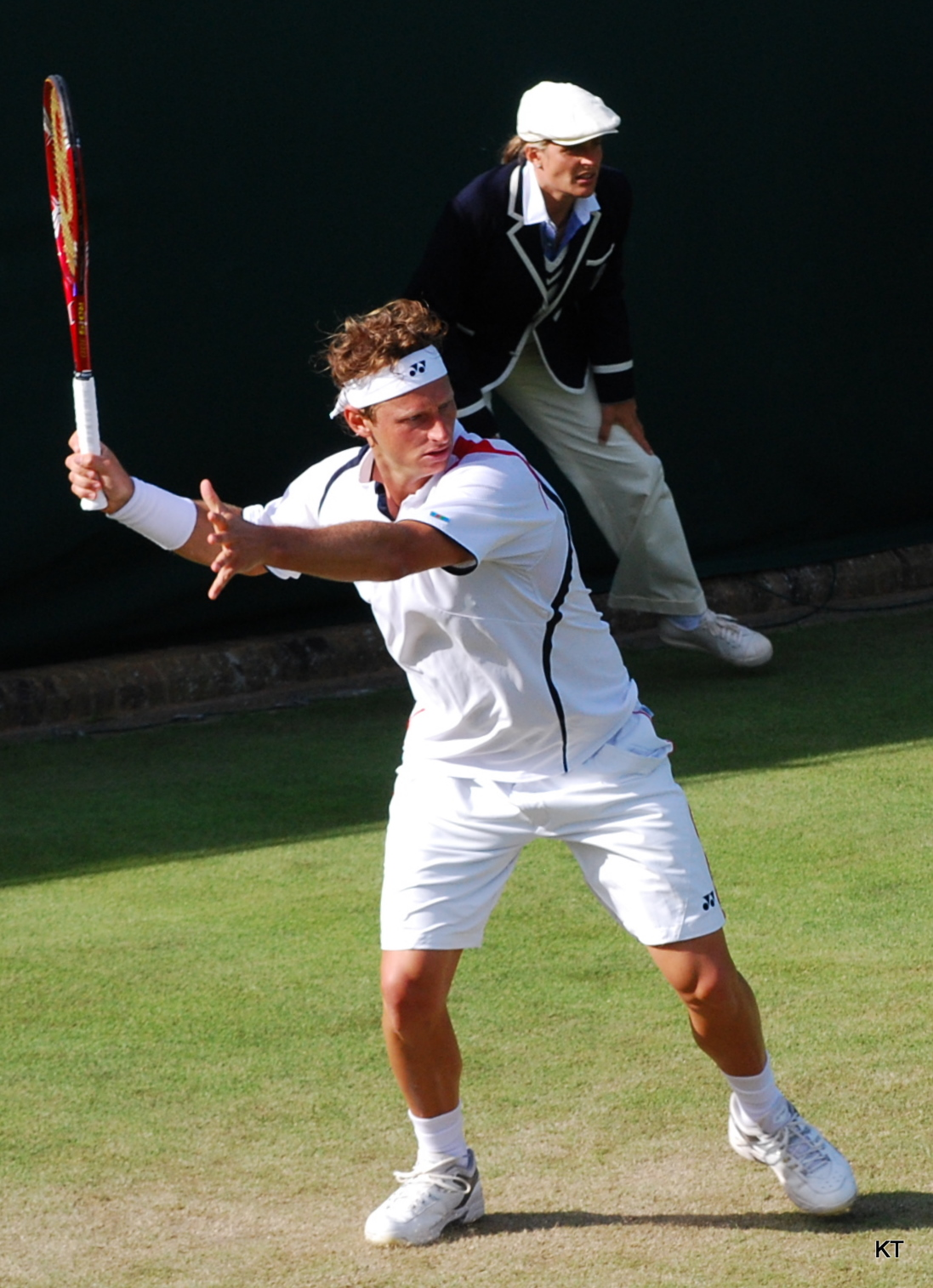
A Wimbledon 2011

Inizia la stagione raggiungendo la finale al torneo di Auckland e viene battuto da David Ferrer. Al primo turno dell'Australian Open vince contro Lleyton Hewitt per 9-7 al quinto set e al secondo racimola solo un gioco contro Berankis, prima di ritirarsi all'inizio del terzo set su consiglio del medico. La terra sudamericana non gli regala grosse soddisfazioni e un nuovo problema agli adduttori lo portano a osservare un periodo di tre mesi di convalescenza. Rientra in giugno al Queen's e viene eliminato al terzo turno da Fernando Verdasco. Il sorteggio a Wimbledon gli mette di fronte al terzo turno Roger Federer, contro il quale cede in tre set. La sconfitta al turno di esordio contro James Blake a Washington, dove difendeva il titolo, gli costa il crollo al 51º posto del ranking. Continua a perdere posizioni con l'eliminazione al primo turno a Toronto e quella al secondo a Cincinnati. Dà segnali di ripresa allo US Open con i successi su Reynolds e Ljubičić, per poi uscire al terzo turno contro Rafa Nadal, non sfruttando occasioni nel primo e terzo set.
La semifinale in Davis vinta a Belgrado contro la Serbia campione in carica, regala la soddisfazione agli argentini di centrare dopo tre anni la finale nella competizione; Nalbandian viene impiegato solo nel match della prima giornata che vince contro Viktor Troicki. Recupera un po' di condizione nei tornei indoor di fine stagione, in vista dell'attesa finale di Siviglia contro la Spagna. L'insalatiera resta però nella penisola iberica: Nalbandian viene messo da parte nella prima giornata, vince il doppio con Eduardo Schwank, ma Nadal contro Del Potro chiude i conti sul 3-1. Il capitano degli argentini Tito Vázquez, a cui la federazione non rinnova il contratto, aveva avuto in passato problemi con Nalbandian, e motiva la scelta di averlo lasciato fuori in singolare sostenendo che gli mancasse la necessaria personalità di leader nello spogliatoio.

### 2012: una finale ATP

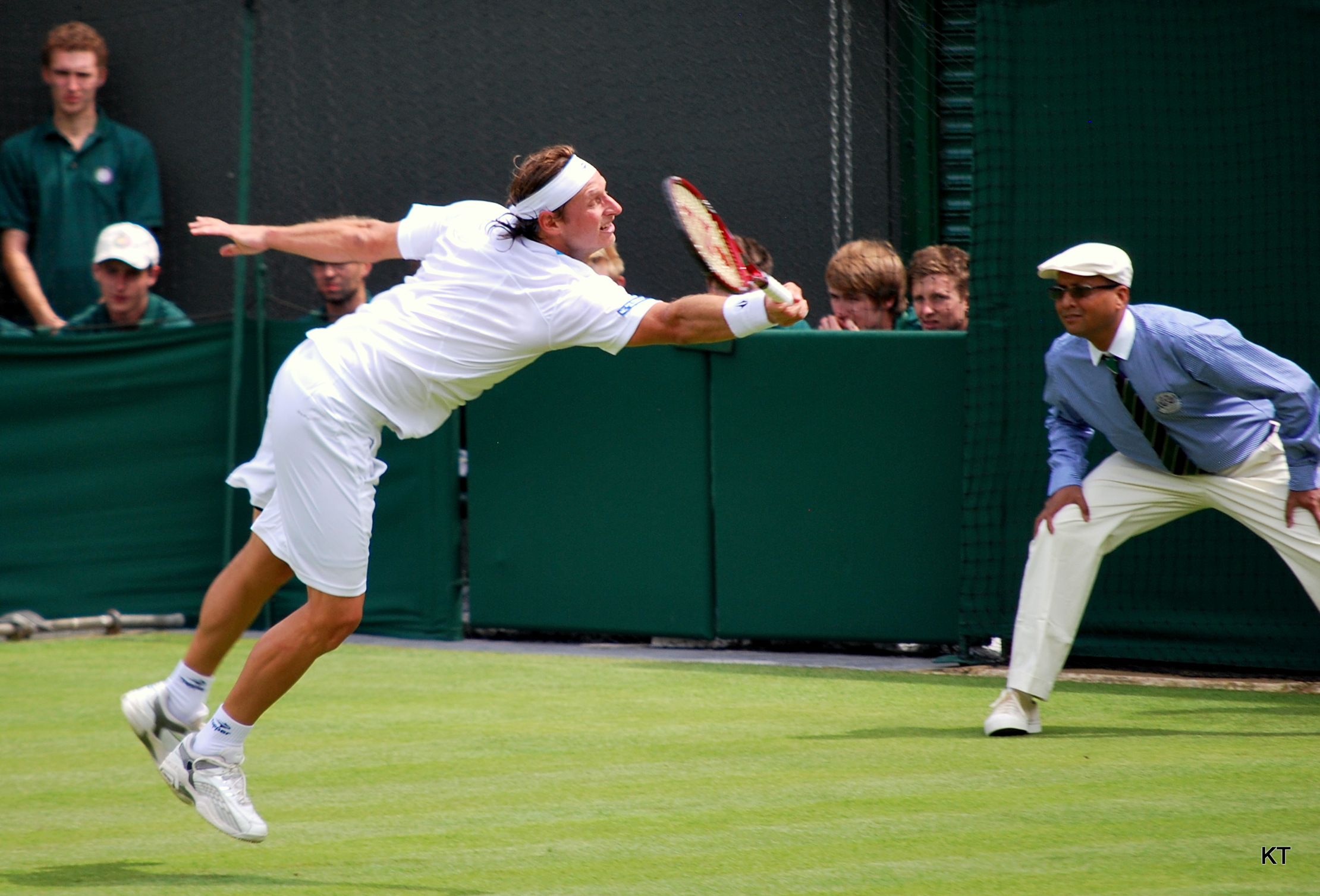
A Wimbledon 2012

Tormentato ancora da problemi fisici, si presenta all'Australian Open come 87º del ranking e viene sconfitto per 10-8 al quinto set al secondo turno da John Isner: il match verrà ricordato per un match point annullato con un ace dall'americano, sul quale David chiede invano la verifica dell'Hawk-Eye. Plateali le sue proteste anche a fine match, quando scaglia la racchetta in direzione dei fotografi, nonché negli spogliatoi, dove, a detta del medico dell'antidoping, avrebbe gettato dell'acqua contro quest'ultimo, comportamenti che gli costano una multa di 8.000 euro. Nel primo turno di Davis vinto 4-1 contro la Germania vince sia in singolare che in doppio. Risale la classifica con i quarti disputati a São Paulo, dove viene eliminato da Filippo Volandri dopo aver sconfitto il nº 12 ATP Gilles Simon, e la semifinale a Buenos Aires, persa contro Ferrer. A Indian Wells elimina Čilić e i top 10 Tipsarević e Tsonga e nei quarti perde al terzo set contro Nadal, risultati con cui rientra nella top 50. Čilić si prende la rivincita nei quarti di finale di Davis a Buenos Aires, ma sarà l'unico punto dei croati; Nalbandian contribuisce al passaggio del turno vincendo in doppio. Raggiunge la semifinale anche al successivo torneo di Belgrado e perde al terzo set contro Andreas Seppi.
Dopo le premature eliminazioni a Madrid, Roma e al Roland Garros, al torneo del Queen's Nalbandian batte in serie Pospisil, Bemelmans, Roger-Vasselin, Malisse e Dimitrov e approda quindi in finale, dove affronta nuovamente Čilić. Dopo aver vinto il primo set al tie-break, perde il servizio e sul 3-4 tira un calcio a un box pubblicitario ai piedi di uno dei giudici di linea causandogli una ferita a una gamba, il tennista argentino viene squalificato e il torneo viene vinto da Čilić. Perde i successivi quattro incontri, due a Wimbledon e ai Giochi olimpici di Londra contro Tipsarevic e due contro Tommy Haas nei Masters di Toronto e Cincinnati. Ad agosto esce al terzo turno a Winston-Salem e subito dopo pone fine alla stagione per un problema agli addominali.

### 2013: una finale ATP, operazione a spalla e anca e ritiro
Rientra nel circuito nel febbraio 2013 e subito raggiunge a San Paolo la sua 24ª e ultima finale in carriera, eliminando tra gli altri il nº 11 del mondo Nicolas Almagro, e viene sconfitto in due set da Rafael Nadal. Condizionato da problemi all'anca e alla spalla, nei successivi tornei non va oltre il secondo turno. Vince l'ultimo incontro al primo turno di Indian Wells battendo Marcel Granollers, viene eliminato al terzo set da Jerzy Janowicz e a fine torneo esce dalla top 100. Disputa il suo ultimo incontro del circuito in singolare a Miami e viene sconfitto da Jarkko Nieminen. La settimana successiva viene schierato in doppio nei quarti di finale di Coppa Davis a Buenos Aires contro la Francia, e chiude la carriera battendo assieme a Horacio Zeballos la coppia Julien Benneteau / Michaël Llodra. Il 4 maggio si sottopone a un doppio intervento chirurgico all'anca e alla spalla. Tenta il recupero per essere presente alla semifinale di Coppa Davis contro la Repubblia Ceca in settembre, ma si rende conto che il fisico non gli permetterebbe di giocare ad alto livello e annuncia il suo ritiro dall'attività agonistica il 1º ottobre. Il mese successivo celebra il suo addio al tennis con un incontro esibizione in cui batte Nadal.

## Carriera da allenatore
Dal 23 febbraio 2021 fino a fine 2022 ha allenato il tennista serbo Miomir Kecmanović che con lui è entrato per la prima volta nelle prime trenta posizioni della classifica ATP.

## Caratteristiche tecniche
Inserito dalla ESPN nella lista dei migliori giocatori che non hanno mai vinto un titolo del Grande Slam, era uno tra i migliori talenti del tennis mondiale, aveva un'ottima risposta al servizio ed era completo nel gioco da fondo campo. Dotato di un'ottima tecnica sia con il dritto che con il rovescio, disponeva di grande sensibilità, colpiva indifferentemente la palla con potenza e precisione e tra i suoi colpi migliori vi erano anche il servizio e la smorzata. Colpiva spesso la palla con anticipo e semi-piatto, cercando con successo gli angoli del campo. Nonostante una corporatura robusta, aveva il baricentro basso ed era particolarmente agile, in grado di muoversi con rapidità e di ribaltare l'inerzia dello scambio. Non si faceva intimorire da alcun avversario, vanta un ottimo bilancio contro i top 10 e in particolare contro Roger Federer, che ha sconfitto 8 volte nei 19 incontri disputati nel circuito maggiore. Il temperamento eccessivamente emotivo gli ha impedito di mantenere la continuità e spesso la concentrazione necessaria per raggiungere grandi traguardi e ha limitato il suo rendimento, che nel corso della carriera ha avuto frequenti alti e bassi.
Ha sostenuto che gli allenamenti troppo duri gli davano un senso di saturazione mentale, preferiva quindi allenamenti blandi e presentarsi in campo con la mente sgombra. Un altro sacrificio che non ha accettato fu quello di trasferirsi negli Stati Uniti o in Europa, da dove avrebbe avuto condizioni logistiche meno stressanti per partecipare ai tornei del circuito maggiore. Ha invece scelto di continuare a vivere in Argentina, sobbarcandosi molte più ore di volo e soffrendo maggiori problemi di jet lag rispetto ai colleghi.

## Statistiche

### Singolare

#### Vittorie (11)
| Legenda                                          |
| Grande Slam (0)                                  |
| ATP Finals (1)                                   |
| ATP Masters Series / ATP Masters 1000 (2)        |
| ATP International Series Gold / ATP Tour 500 (1) |
| ATP International Series / ATP Tour 250 (7)      |

| Legenda superfici |
| Cemento (5)       |
| Terra rossa (4)   |
| Erba (0)          |
| Sintetico (2)     |

| Numero | Data             | Torneo                                                 | Superficie    | Avversario in finale | Punteggio                         |
| 1.     | 8 aprile 2002    | Estoril Open, Estoril (1)                              | Terra rossa   | Jarkko Nieminen      | 6-4, 7-6(5)                       |
| 2.     | 21 ottobre 2002  | Swiss Indoors, Basilea                                 | Sintetico (i) | Fernando González    | 6-4, 6-3, 6-2                     |
| 3.     | 1º maggio 2005   | Internazionali di Tennis di Baviera, Monaco di Baviera | Terra rossa   | Andrei Pavel         | 6-4, 6-1                          |
| 4.     | 20 novembre 2005 | Tennis Masters Cup, Shanghai                           | Sintetico (i) | Roger Federer        | 6(4)-7, 6(11)-7, 6-2, 6-1, 7-6(3) |
| 5.     | 7 maggio 2006    | Estoril Open, Estoril (2)                              | Terra rossa   | Nikolaj Davydenko    | 6-3, 6-4                          |
| 6.     | 21 ottobre 2007  | Madrid Open, Madrid                                    | Cemento (i)   | Roger Federer        | 1-6, 6-3, 6-3                     |
| 7.     | 4 novembre 2007  | Paris Masters, Parigi                                  | Cemento (i)   | Rafael Nadal         | 6-4, 6-0                          |
| 8.     | 24 febbraio 2008 | Argentina Open, Buenos Aires                           | Terra rossa   | José Acasuso         | 3-6, 7-6(5), 6-4                  |
| 9.     | 12 ottobre 2008  | Stockholm Open, Stoccolma                              | Cemento (i)   | Robin Söderling      | 6-2, 5-7, 6-3                     |
| 10.    | 17 gennaio 2009  | Sydney International, Sydney                           | Cemento       | Jarkko Nieminen      | 6-3, 6(9)-7, 6-2                  |
| 11.    | 8 agosto 2010    | Washington Open, Washington                            | Cemento       | Marcos Baghdatis     | 6-2, 7-6(4)                       |

#### Finali perse (13)
| Numero | Data             | Torneo                                        | Superficie    | Avversario in finale | Punteggio                |
| 1.     | 1º ottobre 2001  | Campionati Internazionali di Sicilia, Palermo | Terra rossa   | Félix Mantilla       | 6(2)-7, 4-6              |
| 2.     | 8 luglio 2002    | Torneo di Wimbledon, Londra                   | Erba          | Lleyton Hewitt       | 1-6, 3-6, 2-6            |
| 3.     | 11 agosto 2003   | Canadian Open, Montréal                       | Cemento       | Andy Roddick         | 1-6, 3-6                 |
| 4.     | 27 ottobre 2003  | Swiss Indoors, Basilea (1)                    | Sintetico (i) | Guillermo Coria      | w/o                      |
| 5.     | 10 maggio 2004   | Internazionali BNL d'Italia, Roma             | Terra rossa   | Carlos Moyá          | 3-6, 3-6, 1-6            |
| 6.     | 25 ottobre 2004  | Madrid Open, Madrid                           | Cemento (i)   | Marat Safin          | 2-6, 4-6, 3-6            |
| 7.     | 1º novembre 2004 | Swiss Indoors, Basilea (2)                    | Sintetico (i) | Jiří Novák           | 7-5, 3-6, 4-6, 6-1, 2-6  |
| 8.     | 1º marzo 2008    | Abierto Mexicano Telcel, Acapulco             | Terra rossa   | Nicolás Almagro      | 1-6, 6(1)-7              |
| 9.     | 26 ottobre 2008  | Swiss Indoors, Basilea (3)                    | Sintetico (i) | Roger Federer        | 3-6, 4-6                 |
| 10.    | 2 novembre 2008  | Paris Masters, Parigi                         | Cemento (i)   | Jo-Wilfried Tsonga   | 3-6, 6-4, 4-6            |
| 11.    | 15 gennaio 2011  | Auckland Open, Auckland                       | Cemento       | David Ferrer         | 3-6, 2-6                 |
| 12.    | 17 giugno 2012   | Queen's Club Championships, Londra            | Erba          | Marin Čilić          | 7-6(3), 3-4 squalificato |
| 13.    | 17 febbraio 2013 | Brasil Open, San Paolo                        | Terra rossa   | Rafael Nadal         | 2-6, 3-6                 |

### Doppio

#### Finali perse (1)
| Numero | Data             | Torneo                  | Superficie  | Compagno         | Avversari in finale           | Punteggio |
| 1.     | 23 febbraio 2003 | Copa AT&T, Buenos Aires | Terra rossa | Lucas Arnold Ker | Mariano Hood Sebastián Prieto | 2-6 2-6   |

## Risultati in progressione
| Sigla | Risultato               |
| ----- | ----------------------- |
| V     | Vincitore               |
| F     | Finalista               |
| SF    | Semifinalista           |
| O     | Oro olimpico            |
| A     | Argento olimpico        |
| SF    | Bronzo olimpico         |
| QF    | Quarti di Finale        |
| 4T    | Quarto turno            |
| 3T    | Terzo turno             |
| 2T    | Secondo turno           |
| 1T    | Primo turno             |
| RR    | Round Robin             |
| LQ    | Turno di qualificazione |
| A     | Assente                 |
| ND    | Non disputato           |

| Legenda superfici    |
| -------------------- |
| Cemento              |
| Terra battuta        |
| Erba                 |
| Superficie variabile |

| Torneo                                     | 1998          | 1999          | 2000          | 2001          | 2002          | 2003          | 2004 | 2005                   | 2006                   | 2007                   | 2008                   | 2009                   | 2010                   | 2011                   | 2012                   | 2013                   | Carriera |    |
| ------------------------------------------ | ------------- | ------------- | ------------- | ------------- | ------------- | ------------- | ---- | ---------------------- | ---------------------- | ---------------------- | ---------------------- | ---------------------- | ---------------------- | ---------------------- | ---------------------- | ---------------------- | -------- | -- |
| Tornei del Grande Slam                     |               |               |               |               |               |               |      |                        |                        |                        |                        |                        |                        |                        |                        |                        |          |    |
| Australian Open                            | A             | A             | A             | A             | 2T            | QF            | QF   | QF                     | SF                     | 4T                     | 3T                     | 2T                     | A                      | 2T                     | 2T                     | A                      | 26–10    |    |
| Open di Francia                            | A             | A             | A             | LQ            | 3T            | 2T            | SF   | 4T                     | SF                     | 4T                     | 2T                     | A                      | A                      | A                      | 1T                     | A                      | 20–8     |    |
| Wimbledon                                  | A             | A             | A             | A             | F             | 4T            | A    | QF                     | 3T                     | 3T                     | 1T                     | A                      | A                      | 3T                     | 1T                     | A                      | 19–8     |    |
| US Open                                    | A             | A             | A             | 3T            | 1T            | SF            | 2T   | QF                     | 2T                     | 3T                     | 3T                     | A                      | 3T                     | 3T                     | A                      | A                      | 22–10    |    |
| V-S                                        | 0–0           | 0–0           | 0–0           | 2–1           | 9–4           | 13–4          | 10–3 | 15–4                   | 13–4                   | 10–4                   | 5–4                    | 1–1                    | 2–1                    | 5–3                    | 1-3                    | 0-0                    | 86–36    |    |
| Tennis Masters Cup / ATP World Tour Finals |               |               |               |               |               |               |      |                        |                        |                        |                        |                        |                        |                        |                        |                        |          |    |
| ATP World Tour Finals                      | A             | A             | A             | A             | A             | RR            | A    | V                      | SF                     | A                      | A                      | A                      | A                      | A                      | A                      | A                      | 6–6      |    |
| Giochi Olimpici                            |               |               |               |               |               |               |      |                        |                        |                        |                        |                        |                        |                        |                        |                        |          |    |
| Giochi olimpici                            | ND            | ND            | A             | Non disputato | Non disputato | Non disputato | A    | Non disputato          | Non disputato          | Non disputato          | 3T                     | Non disputato          | Non disputato          | Non disputato          | 1T                     | ND                     | 2-2      |    |
| ATP World Tour 1000                        |               |               |               |               |               |               |      |                        |                        |                        |                        |                        |                        |                        |                        |                        |          |    |
| Indian Wells Masters                       | A             | A             | A             | A             | 2T            | 1T            | A    | 4T                     | 4T                     | 4T                     | QF                     | 4T                     | 2T                     | A                      | QF                     | 2T                     | 18–10    |    |
| Miami Open                                 | A             | A             | 1T            | 1T            | 1T            | 3T            | A    | 3T                     | SF                     | 3T                     | 2T                     | 2T                     | 3T                     | A                      | 2T                     | 1T                     | 10–12    |    |
| Monte Carlo Masters                        | A             | A             | A             | A             | 3T            | 2T            | QF   | A                      | 3T                     | 2T                     | QF                     | 3T                     | QF                     | A                      | A                      | A                      | 16–8     |    |
| Internazionali d'Italia                    | A             | A             | A             | A             | 2T            | 1T            | F    | 1T                     | SF                     | A                      | 2T                     | A                      | A                      | A                      | 2T                     | A                      | 11–7     |    |
| Madrid Open                                | A             | A             | A             | A             | 3T            | A             | F    | SF                     | SF                     | V                      | 3T                     | A                      | A                      | A                      | 1T                     | A                      | 18–5     |    |
| Canadian Open                              | A             | A             | A             | A             | QF            | F             | 1T   | 2T                     | 1T                     | 3T                     | A                      | A                      | QF                     | 1T                     | 1T                     | A                      | 14–9     |    |
| Cincinnati Open                            | A             | A             | A             | A             | 1T            | QF            | A    | 2T                     | 2T                     | 1T                     | A                      | A                      | 3T                     | 2T                     | 1T                     | A                      | 8–8      |    |
| Shanghai*                                  | Non disputato | Non disputato | Non disputato | Non disputato | NMS           | ND            | ND   | Non ATP Masters Series | Non ATP Masters Series | Non ATP Masters Series | Non ATP Masters Series | A                      | A                      | 2T                     | A                      | A                      | 1–1      |    |
| Paris Masters                              | A             | A             | A             | A             | 2T            | A             | A    | 2T                     | A                      | V                      | F                      | A                      | 2T                     | A                      | A                      | A                      | 12–4     |    |
| Hamburg European Open*                     | A             | A             | A             | A             | 1T            | SF            | 1T   | 1T                     | A                      | A                      | A                      | Non ATP Masters Series | Non ATP Masters Series | Non ATP Masters Series | Non ATP Masters Series | Non ATP Masters Series | 4–4      |    |
| Statistiche carriera                       |               |               |               |               |               |               |      |                        |                        |                        |                        |                        |                        |                        |                        |                        |          |    |
| Finali ATP disputate                       | 0             | 0             | 0             | 1             | 2             | 2             | 3    | 2                      | 1                      | 2                      | 5                      | 1                      | 1                      | 1                      | 1                      | 1                      | 24       | 24 |
| Tornei ATP vinti                           | 0             | 0             | 0             | 0             | 2             | 0             | 0    | 2                      | 1                      | 2                      | 2                      | 1                      | 1                      | 0                      | 0                      | 0                      | 11       | 11 |
| Ranking                                    | 1324          | 532           | 245           | 47            | 12            | 8             | 9    | 6                      | 8                      | 9                      | 11                     | 64                     | 27                     | 64                     | 82                     | 231                    | N/A      |    |

* Amburgo dal 2009 non è più ATP Master 1000

* Shanghai diventa ATP Master 1000 nel 2009

## Pilota di rally
Dopo il ritiro dal tennis agonistico nel 2013, Nalbandian ha iniziato la carriera di pilota di rally, disciplina che lo ha visto impegnarsi con assiduità. Nel 2016, durante la penultima tappa del campionato nazionale ha perso il controllo della vettura che si è ribaltata ed è andata distrutta, senza però gravi conseguenze per Nalbandian e il suo navigatore.

### Risultati nel mondiale rally
| 2015 | Scuderia | Vettura            |  |  |  |     |  |  |  |  |  |  |  |  |  |  | Punti | Pos. |
| ---- | -------- | ------------------ |  |  |  | --- |  |  |  |  |  |  |  |  |  |  | ----- | ---- |
| 2015 |          | Chevrolet Agile MR |  |  |  | Rit |  |  |  |  |  |  |  |  |  |  | -     |      |